# Cașin
Cașin è un comune della Romania di 4 073 abitanti, ubicato nel distretto di Bacău, nella regione storica della Moldavia.